# Eduard Hüttinger
Eduard Hüttinger, né le 6 janvier 1926 à Tamins ou à Winterthour, et mort le 14 août 1998 à Zurich, est un historien suisse de l'art.

## Biographie
Eduard Hüttinger naît le 6 janvier 1926 à Tamins ou à Winterthour. Il est le fils du pasteur Walther Hüttinger et de Maria (née Schudel). 
Il étudie l'histoire de l'art à l'Université de Zurich, où il obtient son doctorat en 1952 avec une thèse sur les cycles picturaux de Jacopo Tintoretto à la Scuola di S. Rocco à Venise. En 1963, il réalise une œuvre sur le sculpteur baroque Francesco Pianta.
De 1955 à 1965, il travaille comme conservateur au Kunsthaus Zürich. De 1963 à 1966, il est chargé de cours privé et professeur assistant à l'Université de Zurich avant de devenir professeur titulaire à l'Université de Heidelberg de 1966 à 1969, succédant ainsi à Walter Paatz. En 1969, il retourne en Suisse, où il succède à Hans Robert Hahnloser à l'Université de Berne en tant que directeur de l'histoire de l'art moderne et chef du département d'histoire de l'art. Eduard Hüttingera prend sa retraite en 1991.
Eduard Hüttinger meurt le 14 août 1998 à Zurich.

### Postes honorifiques
Il a occupé de nombreux postes honorifiques. De 1963 à 1982, il a été membre de la commission de publication de l'Institut suisse d'études artistiques et, de 1982 à 1992, membre du Comité de fondation. De 1970 à 1981, il a été membre du Conseil de fondation de Pro Helvetia. De 1970 à 1991, il a été membre de la Commission du Musée de Berne.

## Publications
Hüttinger est l'auteur de nombreux écrits sur l'art de la Renaissance à nos jours. Il s'est concentré sur la peinture italienne de la Renaissance, la recherche de motifs et de réceptions, ainsi que sur le développement historique et les méthodes de l'histoire de l'art. En 1999, sa veuve Annette Bühler a légué une grande partie de la bibliothèque de son mari à l'Institut suisse d'études artistiques. Depuis 2006, elle est accessible en tant que bibliothèque du professeur Eduard Hüttinger. La bibliothèque est constamment enrichie de la littérature actuelle et contient 15 600 volumes (à partir de 2014). 